# Viện bảo tàng Bielawska ở Bielawa
Viện bảo tàng Bielawska ở Bielawa (tiếng Ba Lan: Bielawska Placówka Muzealna w Bielawie) là một bảo tàng tọa lạc tại số 19b phố Piastowska, Bielawa, Ba Lan. Bảo tàng này là một đơn vị tổ chức của thành phố. Bảo tàng hiện đang bố trí triển lãm bên trong tòa nhà của Thư viện Công cộng Thành phố Bielawa.

## Lịch sử
Viện bảo tàng Bielawska ở Bielawa được thành lập vào năm 2009. Trong những năm đầu hoạt động, trụ sở của bảo tàng này là tòa nhà của nhà máy "Bielbaw" cũ tại số 19 phố Piastowska. Phần lớn các hiện vật trong bộ sưu tập của bảo tàng có nguồn gốc từ sự quyên góp của cư dân trong thành phố. Vào cuối năm 2011, trụ sở của bảo tàng được chuyển đến tòa nhà hiện tại.

## Triển lãm
Các bộ sưu tập của Viện bảo tàng Bielawska ở Bielawa phần lớn bao gồm các hiện vật và kỷ vật có liên quan đến lịch sử của thành phố từ thế kỷ 19 đến nay, cụ thể là các thiết bị của hiệu thuốc cũ, các kỷ vật liên quan đến ngành dệt may ở Bielawa, các tổ chức du lịch và thể thao, thương mại và thủ công mỹ nghệ, các ấn phẩm cũ, nghệ thuật dân gian và quân sự.